# Булатово (Вологодская область)
Булатово — деревня в Шекснинском районе Вологодской области.
Входит в состав сельского поселения Домшинского, с точки зрения административно-территориального деления — в Домшинский сельсовет.
Расстояние по автодороге до районного центра Шексны — 28 км, до центра муниципального образования Нестерово — 8 км. Ближайшие населённые пункты — Пестово, Кулдино, Дьяконица.
По переписи 2002 года население — 12 человек.